# Beaumarais

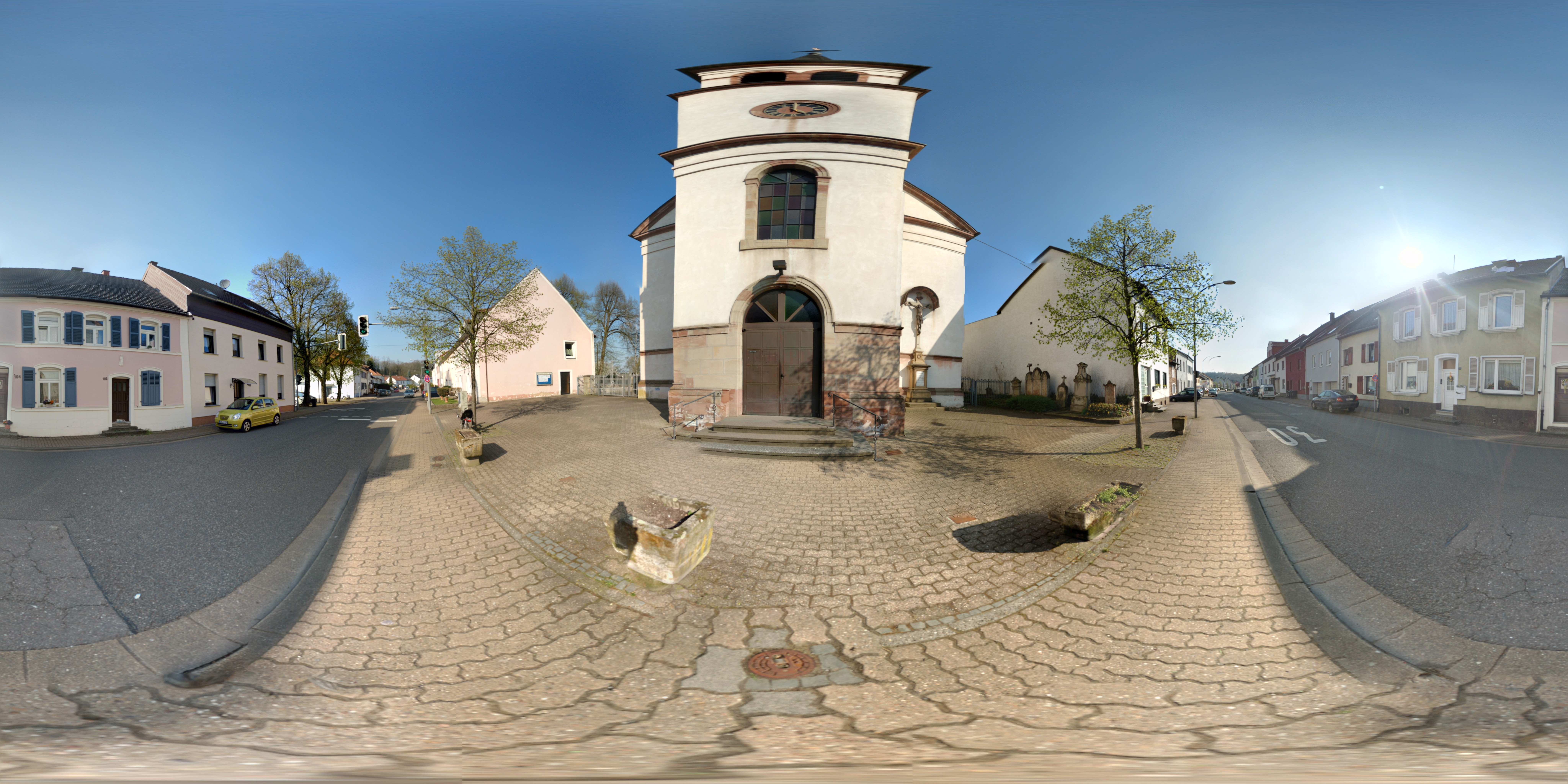
Panoramaansicht von Beaumarais vor der St. Peter und Pauls-Kirche, 2017

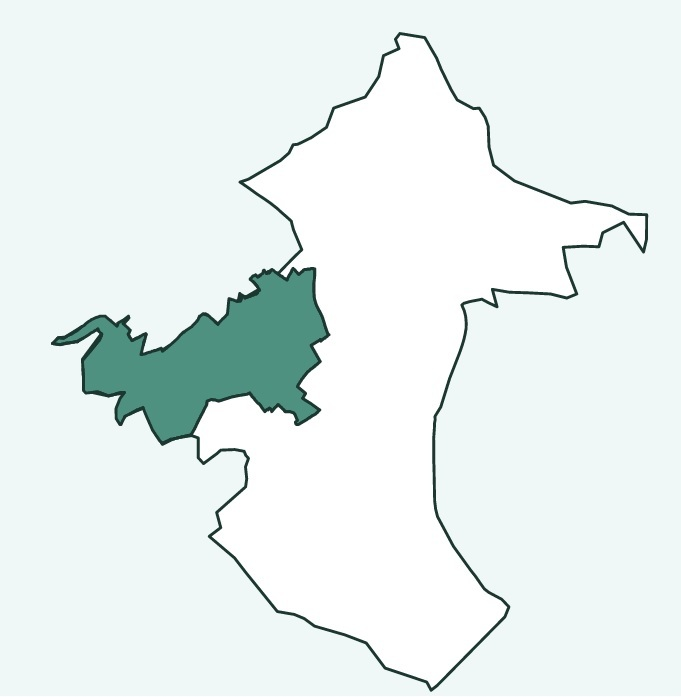
Beaumarais ist die westlichste Gemarkung im Stadtgebiet von Saarlouis

Beaumarais (Deutsch Schöner Sumpf, Saarländisch Bómmarä; von 1935 bis 1945 Schönbruch) ist ein Stadtteil der Kreisstadt Saarlouis im Saarland und eine Gemarkung im Westen des Stadtgebiets. Ursprünglich eine selbständige Gemeinde, wurde Beaumarais 1936 in die Stadt Saarlouis eingemeindet. Der Stadtteil hat zum Teil noch sehr dörflichen Charakter.
Beaumarais hatte am 31. Dezember 2015 eine Bevölkerung von 3607 und eine Fläche von 683,55 Hektar.

## Aussprache
Die französische Aussprache ist [bomaˈʀɛ] (Betonung auf der letzten Silbe), die ortsübliche Aussprache ist [bo'maʀɛ] (Betonung auf der zweiten Silbe).

## Geschichte
Als die Festungsstadt Saarlouis 1680 zum Schutz der neuen französischen Ostgrenze erbaut wurde, ließen sich die ersten Bautrupps (Grenadiere der französischen Armee) in der Nähe des benachbarten Wallerfangen nieder und gründeten in morastigem Gebiet die Ortschaft Beaumarais.
Nach Fertigstellung der Festungsstadt und dem Abzug der Bausoldaten, die in Baracken untergebracht waren, begann die zivile Besiedlung von Beaumarais. Als Besonderheit entstand eine unterschiedlich starke Bebauung entlang der Hauptstraße, die über zwei Jahrhunderte bestehen blieb. So lag der Bauschwerpunkt seit dem Entstehen des Ortes auf der westlichen, dem Hasenberg zugewandten Hangseite. Auf dieser Straßenseite entstand eine fast geschlossene Bebauung. Die östliche, dem sumpfigen Wiesengelände zugewandte Seite war hingegen nur sehr spärlich bebaut. Lediglich in Nachbarschaft zur Kirche standen einige Häuser. Diese unterschiedlich stark ausgeprägte Bebauung der beiden Straßenseiten hat bis ins 20. Jahrhundert zu dem Ausspruch geführt: „In Beaumarais werden die Pfannkuchen nur auf einer Seite gebacken“. Ein wesentlicher Aspekt, der die Bebauung der östlichen Straßenseite verhinderte, lag im Verlauf der Rayongrenze der Festung Saarlouis. Im Rayon galt während der Festungszeit ein militärisch begründetes Bauverbot. Es reichte von der Straßeneinmündung an der Wallerfanger Straße bis zur etwa 260 Meter entfernten Gebäudeecke Hauptstraße 33. Im weiteren Verlauf nach Süden folgte die Straße überwiegend dem Rand der Bruchwiesen, was heute noch an ihrem leicht kurvigen Verlauf zu erkennen ist. Bedingt durch den hohen Grundwasserstand in den Bruchwiesen, blieb die Bebauung bis zur Trockenlegung im Wesentlichen auf die Flächen der westlichen Hangseite beschränkt.
Beaumarais wurde im Ancien Régime durch Frankreich auf dem Territorium des besetzten Herzogtums Lothringen gegründet. Seit dem Frieden von Rijswijk gehörte es de facto und seit dem Vertrag von Paris (1718) de jure zu einer französischen Exklave um die Festungsstadt Saarlouis. Ab 1801 war es dem Kanton Rehlingen im Département Moselle zugeordnet. Nach den Napoleonischen Kriegen kam das Gebiet im Zweiten Pariser Frieden 1815 zur Preußischen Rheinprovinz, die wiederum 1871 im Deutschen Reich aufging.
In der Zeit des Nationalsozialismus war ab dem 22. August 1935 der Name des Ortes Schönbruch. Hierbei handelt es sich um eine wörtliche Übersetzung des französischen Namens (beau = schön, marais = Sumpf, Bruch). Am 1. April 1936 wurde Schönbruch in die Stadt Saarlautern, die seit 1945 wieder Saarlouis heißt, eingemeindet.
Im Frühjahr 1937 entstand unter Federführung der „Gemeinnützigen Bau- und Siedlungsgesellschaft“ (GBS), die u. a. als Finanzierungsträger fungierte, die sogenannte Beaumaraiser Siedlung. Die Siedler errichteten 50 Einzel- und 15 Doppelhäuser, die überwiegend bereits im Spätherbst 1937 fertiggestellt waren. Neben den 80 Siedlerhäusern entstanden noch ein Kolonialwarengeschäft und ein Kindergartengebäude.
Mit der Wirksamkeit des Bebauungsplans „Beaumarais-Süd“ am 23. Juli 1971 entwickelte die Stadt Saarlouis ein neues 8,5 ha. großes Wohngebiet, in dem 150 Wohneinheiten in Form von Ein- und Zweifamilienhäusern errichtet wurden. Die Wohnflächen schlossen unmittelbar an die 1937 entstandene Siedlung an. Hierbei berücksichtigte man in besonderer Weise die vorhandenen kleinen Robinienwälder und bezog sie in das Bebauungskonzept mit ein, so dass ein sehr abwechslungsreiches und stark durchgrüntes Wohngebiet entstanden ist.

## Bildung und Erziehung
Die Schulkinder des Ortes besuchen die Grundschule in den Bruchwiesen in Beaumarais, die Jüngeren den Kindergarten in Beaumarais.

## Vereine und Verbände
- TUS Beaumarais
- TV 1901 Beaumarais
- Elisabethen Verein, Pfarrgemeinde St. Peter und Paul, Beaumarais
- Obst- und Gartenbauverein Beaumarais
- Ortsinteressengemeinschaft Beaumarais e. V.
- Rancher e. V. Beaumarais
- DRK-Ortsverein Beaumarais e. V.
- Deutsche Pfadfinderschaft St. Georg Stamm Beaumarais
- Halleluja Singers e. V.
- Verein für Mundart und Geschichte Beaumarais
- TC Beaumarais (M40-3)

## Söhne und Töchter von Beaumarais
- Josef Reichert (1901–1973), deutscher Musiklehrer, Chorleiter und Journalist beim Saarländischen Rundfunk
- Albert Baldauf (1917–1991), deutscher Politiker (CDU), MdB
- Peter Winter, SPD, Landrat des Landkreises a. D.
- Klaus Pecina, CDU, Bürgermeister der Kreisstadt Saarlouis a. D.
- Hans Joachim Fontaine, CDU, Oberbürgermeister a. D.
- Dora Dimel (1898–1985), Handelsstudienrätin, Trägerin des Palme Académique und Heimatforscherin[3]
- Hans Nicola (1910–1976), Lithograf, Maler, Grafiker und Fotograf

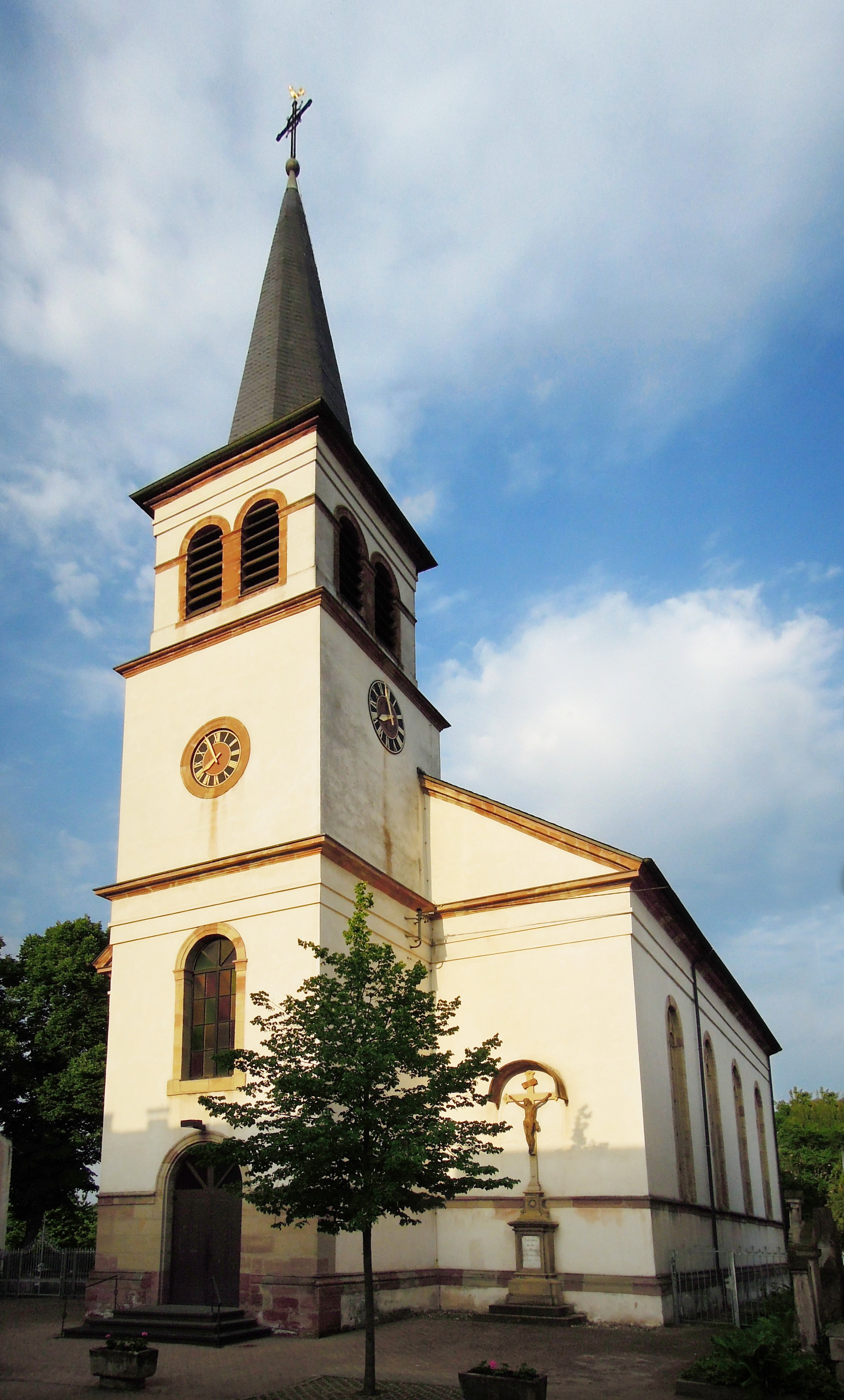
Sankt Peter und Paul
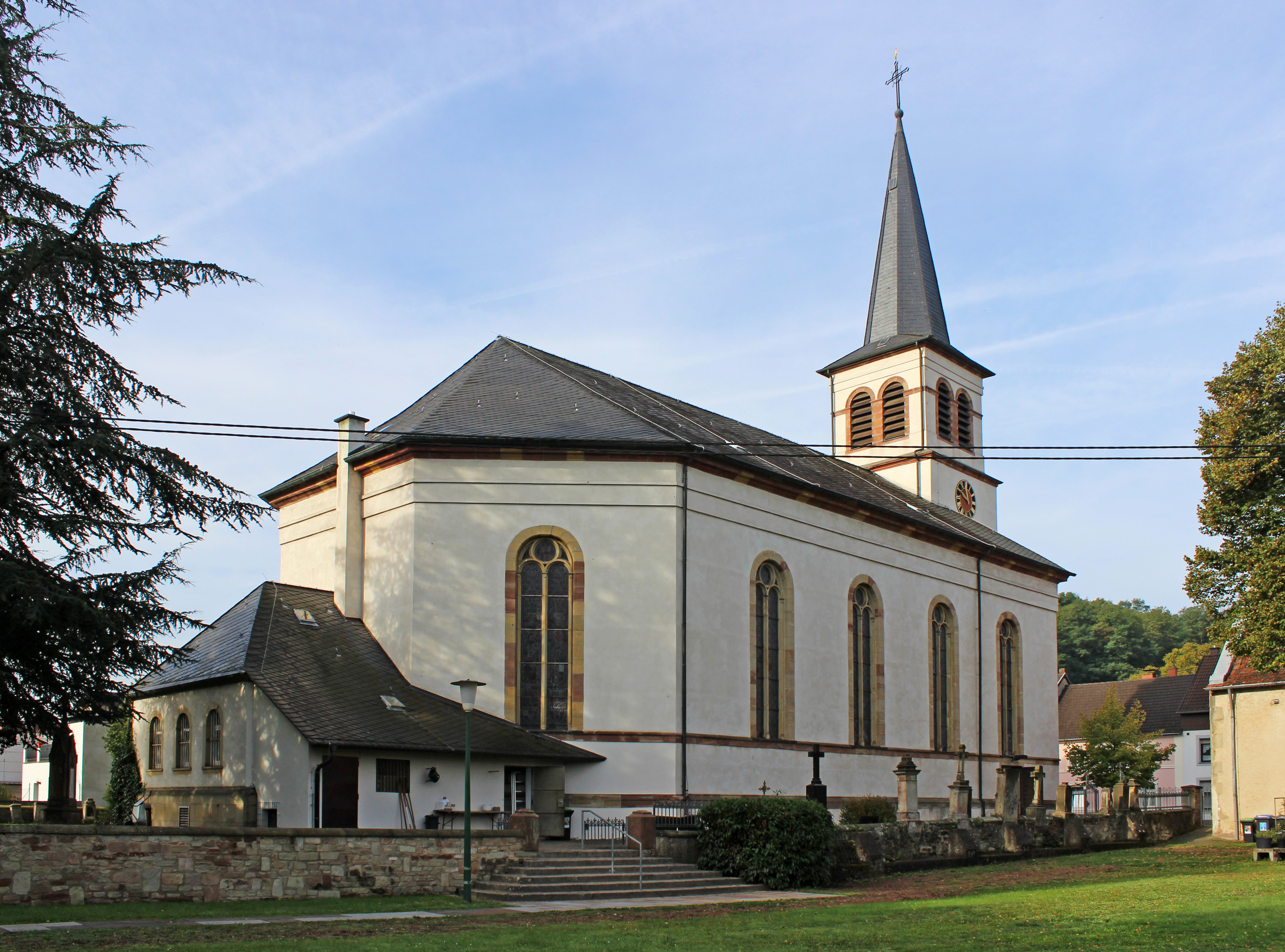
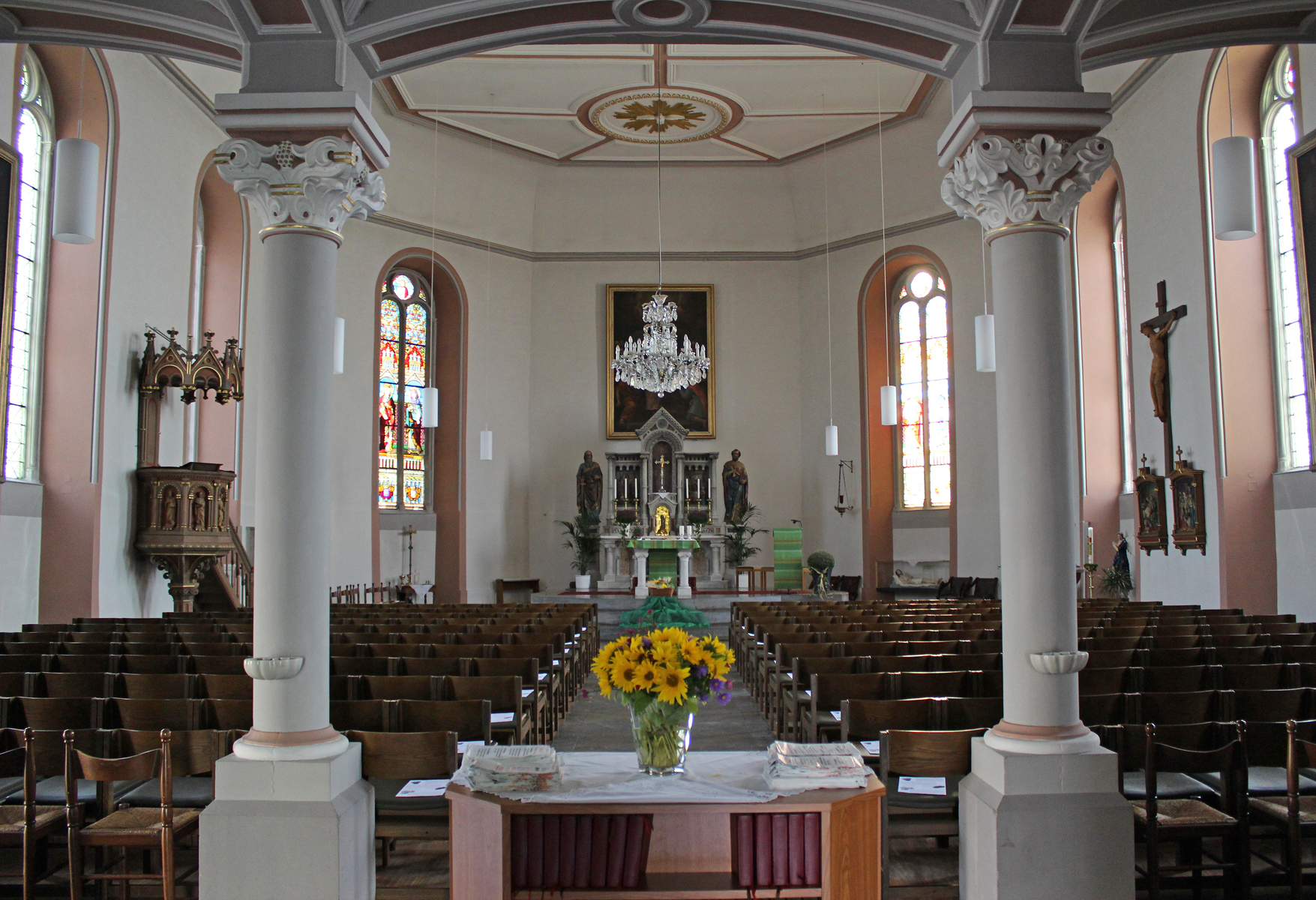
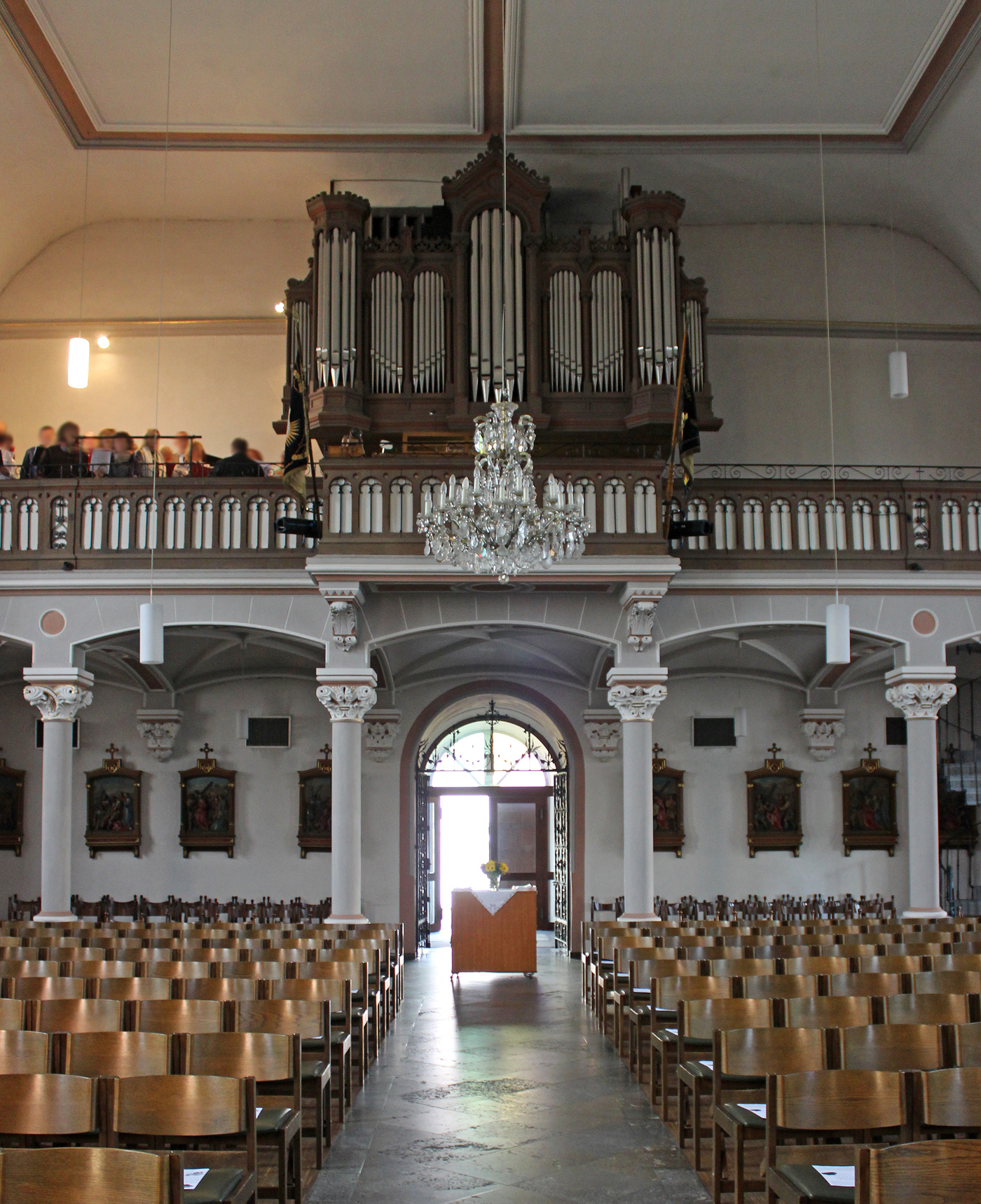
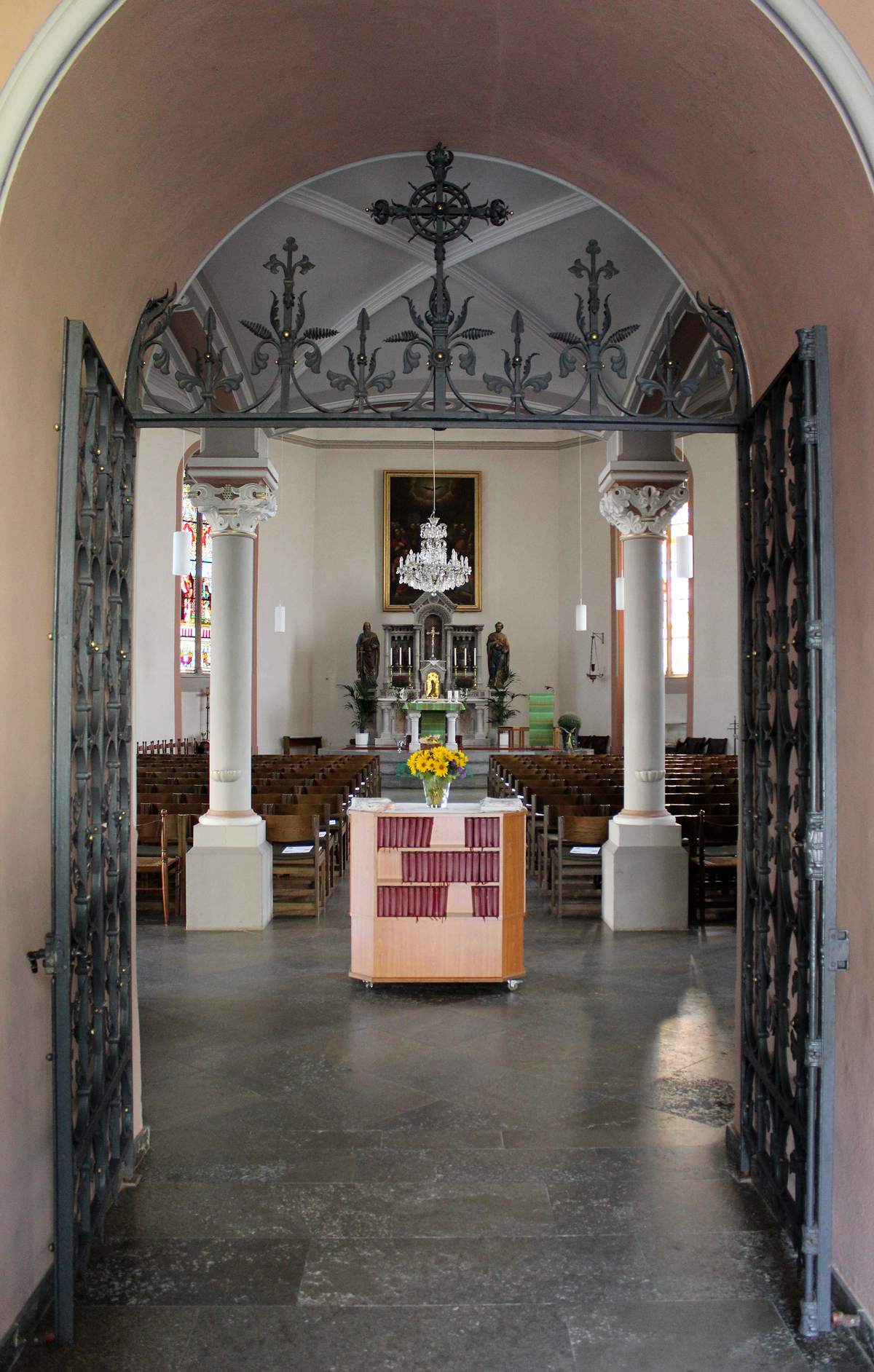
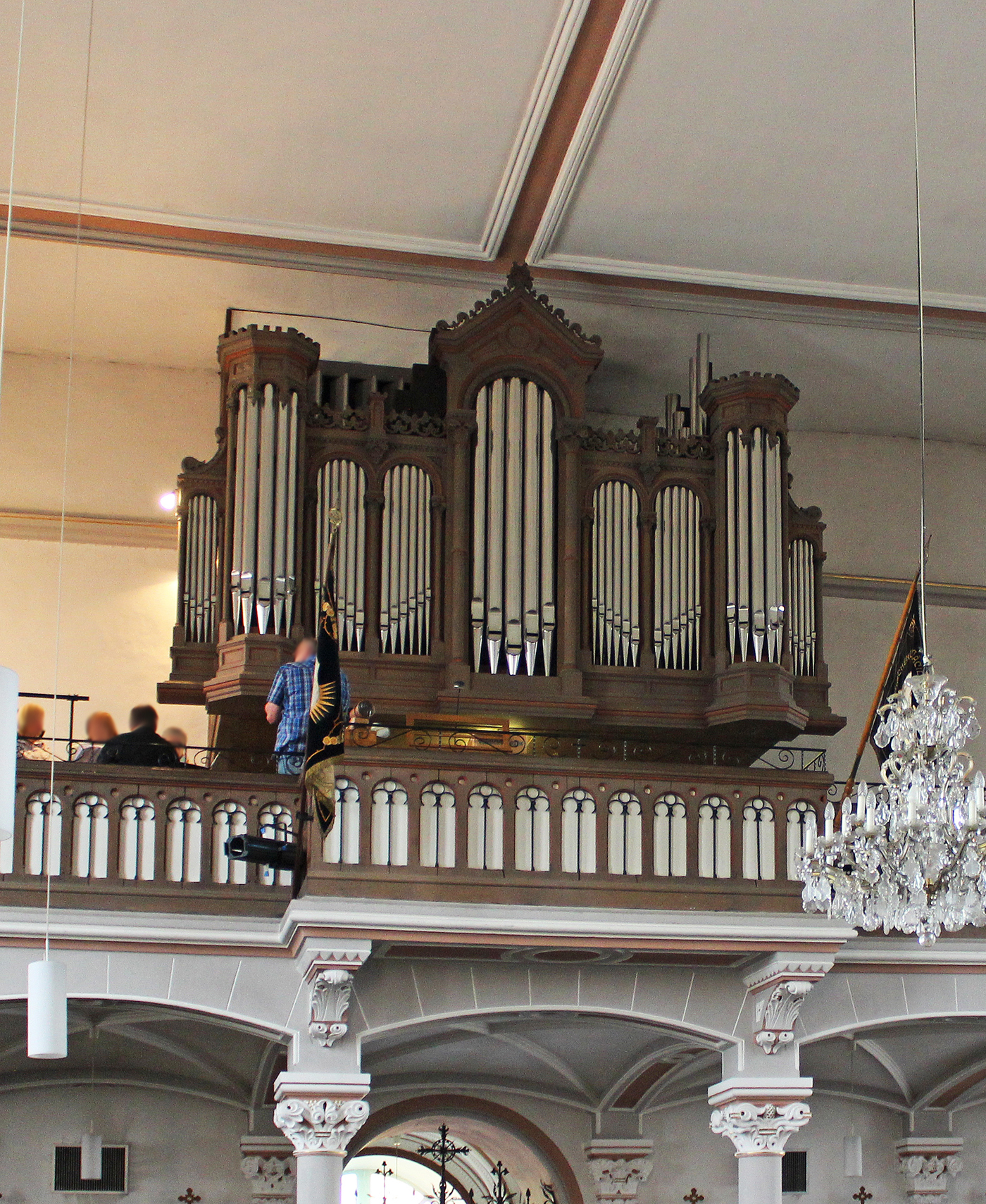